# Catedral armenia de la Santa Cruz
La Catedral Armenia de la Santa Cruz o Iglesia de la Santa Cruz (en turco: Akdamar Kilisesi; en armenio: Սուրբ Խաչ) en la isla Akdamar, en Turquía, era una catedral medieval de la Iglesia apostólica armenia, construida como iglesia palatina de los reyes de Vaspurakan y que luego sirvió como sede del Catolicosado armenio de Akdamar.
En 1915, durante el genocidio armenio, los monjes de Aght'amar fueron masacrados, la iglesia saqueada, y los edificios monásticos destruidos. La iglesia quedó en desuso a través de las décadas después de 1915. Cuando el escritor y periodista Yaşar Kemal visitó la isla de Akdamar en 1951, descubrió que estaba a punto de ser demolida. Usando sus contactos ayudó a detener la destrucción planificada. La iglesia se convirtió en una atracción turística notable en las próximas décadas. En 2005, la estructura fue cerrada a los visitantes, y sufrió una restauración importante, siendo inaugurada como museo por el gobierno turco un año después.